# Forze armate fiumane
Le Forze armate fiumane erano costituite da ribelli del Regio esercito e della Regia marina  e volontari che parteciparono all'Impresa di Fiume,  sotto il comando di Gabriele D'Annunzio. Occuparono la città di Fiume - contesa tra Regno d'Italia e Regno di Jugoslavia - dal 12 settembre 1919 al gennaio 1921.
I suoi componenti erano definiti "legionari". Nelle forze di terra era inquadrata anche l'aviazione, quelle di mare dipendevano dal Comando marina legionaria.

## Storia
A Fiume, nell'aprile 1919, il capitano Giovanni Host-Venturi creò la Legione "Fiumana", costituita da un nucleo di volontari per difendere la città dal contingente francese di stanza nella città, ritenuto filo-iugoslavo, e invocando l'intervento di D'Annunzio.
D'Annunzio guidò un gruppo di 2.600 militari nazionalisti e irregolari da Ronchi, vicino a Monfalcone fino a Fiume, prendendone il possesso il 12 settembre 1919, e proclamandone l'annessione al Regno d'Italia. Nel marzo 1920 il reparto dei Reali Carabinieri abbandonò la città.
Fino all'8 settembre 1920 vennero definite "Divisione dell'Esercito italiano in Fiume d'Italia", e da quella data, quando fu dichiarata Fiume stato indipendente, divennero le Forze Armate della Reggenza italiana del Carnaro.
Nel novembre 1920 con il trattato di Rapallo fu costituito lo Stato libero di Fiume, ma D'Annunzio non accettò il trattato e la città fu allora occupata dalle forze militari regolari italiane (24-30 dicembre 1920) dopo gli scontri con i legionari fiumani del cosiddetto Natale di sangue.

## Dettami legislativi
Le Forze armate fiumane erano suddivise in:
- Forza di terra (armi di fanteria, artiglieria, mezzi corazzati)
- Forza di mare (Flotta del Quarnaro)
- Volontariato  (volontari irredentisti e coscritti locali)

Dopo la proclamazione della Reggenza italiana del Carnaro, la Carta del Carnaro previde alcune norme per la ricostituzione delle forze armate fiumane, che tuttavia non furono applicate.
XXXXIII

Quando la Reggenza venga in pericolo estremo e veda la sua salute nella devota volontà di uno solo, che sappia raccogliere, eccitare e condurre tutte le forze del popolo alla lotta e alla vittoria, il Consiglio nazionale solennemente adunato nell'Arengo può nominare a viva voce per voto il Comandante e a lui rimettere la potestà suprema senza appellazione. Il Consiglio determina il più o men tempo breve dell'imperio non dimenticando che nella Repubblica romana la dittatura durava sei mesi.
XXXXIV

Il Comandante, per la durata dell'imperio, assomma tutti i poteri politici e militari, legislativi ed esecutivi. I partecipi del Potere esecutivo assumono presso di lui officio di segretarii e commissarii.
XXXXV

Spirato il termine dell'imperio, il Consiglio nazionale si raduna e delibera:
- di riconfermare il Comandante nella carica;
- oppure di sostituire in suo luogo un altro cittadino;
- oppure di deporlo;
- o anche di bandirlo.

XXXXVI

Ogni cittadino investito dei diritti politici, sia o non sia partecipe dei poteri nella Reggenza, può essere eletto al supremo officio.
Della difesa nazionale

XXXXVII

Nella Reggenza italiana del Carnaro tutti i cittadini, d'ambedue i sessi, dall'età di diciassette anni all'età di cinquantacinque, sono obbligati al servizio militare per la difesa della terra. Fatta la cerna, gli uomini validi servono nelle forze di terra e di mare, gli uomini meno atti e le donne salde servono nelle ambulanze, negli ospedali, nelle amministrazioni, nelle fabbriche d'armi, e in ogni altra opera ausiliaria, secondo la attitudine e secondo la perizia di ognuno.
XXXXVIII

A tutti i cittadini che durante il servizio militare abbiano contratto una infermità insanabile, e alle loro famiglie in bisogno, è dovuto il largo soccorso dello Stato. Lo Stato adotta i figli dei cittadini gloriosamente caduti in difesa della terra, soccorre i consanguinei se sieno in distretta, raccomanda i nomi dei morti alla memoria delle generazioni.
XXXXIX

In tempo di pace e di sicurezza, la Reggenza non mantiene l'esercito armato; ma tutta la nazione resta armata, nei modi prescritti dall'apposita legge, e allena con sagace sobrietà le sue forze di terra e di mare. Lo stretto servizio è limitato ai periodi d'istruzione e ai casi di guerra guerreggiata o di pericolo prossimo. In periodo d'istruzione e in caso di guerra, il cittadino non perde alcun dei suoi diritti civili e politici; e non può esercitarli quando sieno conciliabili con la necessità della disciplina attiva.»
(Alceste de Ambris e Gabriele D'Annunzio, Carta del Carnaro, Fiume, 8 settembre 1920)

## Composizione
Le Forze armate fiumane erano così costituite:

### Le forze di terra
Comando:
- Quartier generale
  - U.C.M. - ufficio colpi di mano ("Uscocchi")
    - sezione marittima
    - sezione terrestre

  - U.F. - ufficio falsi
- Comando divisione militare
- Battaglione ufficiali

Alpini:
- Battaglione di alpini legionari fiumani
  - Compagnia alpini mitraglieri
  - 45ª Compagnia alpini del Battaglione alpini "Morbegno" (Battaglione alpini "Trento" dal 1º settembre 1920)
  - 47ª Compagnia alpini del Battaglione alpini "Morbegno" (Battaglione alpini "Trento" dal 1º settembre 1920)

Arditi:
- XII Reparto d'assalto "Irriducibili"
- alcune Compagnie del XXII Reparto d'assalto
- Compagnia arditi della Guardia "d'Annunzio - La Disperata"
- Legione "Falzè di Piave" (una compagnia del XIII Reparto d'assalto)
- Legione "Sernaglia" (già VIII Reparto d'assalto)

Artiglieria:
- Batteria del VII Gruppo artiglieria da montagna del 1º Reggimento artiglieria da montagna
- Batteria del 28º Gruppo artiglieria da 149
- Sezione Staccata del 115º Battaglione da 105
- Sezione Staccata del 157º Battaglione O.P.C. (obici pesanti campali)

Autieri:
- 54° Autodrappello

Bersaglieri:
- Gruppo del Battaglione bersaglieri poi Reggimento bersaglieri di Fiume d'Italia poi Legione Bersaglieri di Fiume
  - VIII Battaglione bersaglieri ciclisti
  - 37º Battaglione bersaglieri del 4º Reggimento bersaglieri
  - 43º Battaglione bersaglieri del 4º Reggimento bersaglieri
  - 46º Battaglione bersaglieri del 5º Reggimento bersaglieri
  - Nucleo bersaglieri dell'11º Reggimento bersaglieri

Carabinieri:
- Legione dei carabinieri reali volontari "Rocco Vadalà" (comandante cap. Rocco Vadalà)

Cavalleria:
- V Squadrone del 2º Reggimento "Piemonte Reale Cavalleria" (dal 20 maggio 1920)
- I Squadrone automitragliatrici blindate (comandante ten. Benagli)
- II Squadrone automitragliatrici blindate (comandante ten. Ranci)

Fanteria:
- Legione "San Marco"
  - Brigata "Lombardia" ("la Valorosa")
    - 73º Reggimento fanteria "Lombardia"
      - un battaglione fanteria

  - Brigata "Sesia"
    - 202º Reggimento Fanteria
      - Compagnia di stato maggiore
      - 1º battaglione fanteria (8 ufficiali e 250 fanti)
        - 1ª compagnia fanteria
        - 3ª compagnia fanteria (comandante Calosci)

      - 2º battaglione fanteria
      - VIII Reparto d'assalto (comandante ten. Moroni)

  - 127º Reggimento fanteria
    - Battaglione fanteria "Firenze"

Genio:
- 28ª Compagnia genio
- Compagnia mista genio

Granatieri:
- Battaglione granatieri poi Legione "di Ronchi" (comandante magg. Carlo Reina)
  - 1º Reggimento "Granatieri di Sardegna" (1 ufficiale e 11 granatieri)
  - 2º Reggimento "Granatieri di Sardegna" (21 ufficiali e 164 granatieri)
    - Compagnia di stato maggiore (31 granatieri)
    - 1º Battaglione granatieri (103 granatieri)
      - 1ª Compagnia granatieri (29 granatieri)
      - 2ª Compagnia granatieri (38 granatieri)
      - 3ª Compagnia granatieri (13 granatieri)
      - 874ª Compagnia mitraglieri Granatieri (23 granatieri)

    - 3º Battaglione granatieri (20 granatieri)
      - 9ª Compagnia granatieri (10 granatieri)
      - 760ª Compagnia mitraglieri granatieri (3 granatieri)
      - 3º Reparto zappatori granatieri (7 granatieri)

    - Gruppo mitraglieri di brigata granatieri
    - Reparto arditi

  - vari reparti (10 granatieri)

Mitraglieri:
- 1533ª Compagnia mitraglieri FIAT
- 1669ª Compagnia mitraglieri FIAT
- Compagnia mitraglieri "Egidio Greco"

Aviazione militare:
- Squadra aerea del Carnaro "Fiamme Blu"
  - 38ª Squadriglia aeroplani
  - 87ª Squadriglia aeroplani "la Serenissima"

### Volontari
- 1º Battaglione volontari
- 1º Battaglione fiumano
- 2º Battaglione fiumano
- Battaglione "Volontari Dalmati"
- Compagnia Volontari Dalmati "Nicolò Tommaseo"
  - Deposito armi e munizioni del "Circolo italiano"
  - Deposito armi e munizioni della "Società operaia"
- Guardia nazionale
  - Battaglione volontari "Francesco Rismondo"
    - Compagnia volontari "Cesare Battisti"
    - Compagnia volontari "Fabio Filzi"
    - Compagnia volontari "Guglielmo Oberdan"
    - Compagnia volontari "Nazario Sauro"
    - Nucleo mitraglieri volontari "Pier Fortunato Calvi"

  - Compagnia Volontari "Mario Àngheben"
  - Juventus Jadertina
- Legione di Zara
  - Battaglione "Carnaro"
  - Battaglione Volontari "Francesco Rismondo"
  - Battaglione Volontari "Sebenico"
- Legione "Volontari fiumani":
  - 2º Battaglione mobilitato
  - X Battaglione campagna
  - Battaglione autonomo R.G.T.
  - Legione "Bianca-San Michele" (Brigata "Regina")
  - Legione "Dalmata"
  - Legione del Carnaro
    - Compagnia "Arditi di Sernaglia"
    - Compagnia "Bersaglieri di Fiume"
    - Compagnia "Giovanni Randaccio"

  - Legione "Fiumana"
    - 1º Battaglione
      - Compagnia "Ipparco Baccich"

  - Legione "Randaccio"
  - Legione "Trentina"
  - Polizia militare fiumana

### Le forze di mare
- Comando marina legionaria (Comandante capitano di fregata Luigi Rizzo 19 settembre 1919 - 26 dicembre 1919)
  - Flotta fiumana
    - Regia nave da battaglia "Dante Alighieri" - tipo "Dreadnought" (12 settembre 1919 - 31 dicembre 1920)
    - Regio caccia torpediniere "Giuseppe Cesare Abba" (R.C.T. AB) - classe "Rosolino Pilo" (12 settembre 1919 - )
    - Regio caccia torpediniere "Agostino Bertani" (R.C.T. Bertani) - classe "Giuseppe La Masa" (7 ottobre 1919 - 15 gennaio 1921)
    - Regio caccia torpediniere "Pilade Bronzetti" (R.C.T. BR) - classe "Rosolino Pilo" (7 dicembre 1920 - 15 gennaio 1921)
    - Regio caccia torpediniere "Cortellazzo" (R.C.T. CZ) - classe Tátra (classe Fasana per gli italiani)
    - Regio caccia torpediniere "Espero" (R.C.T. ES) - classe "Nembo" (8 dicembre 1920 - 15 gennaio 1921)
    - Regio caccia torpediniere "Francesco Nullo" (R.C.T. NL) - classe "Rosolino Pilo" (8 dicembre 1919 - 15 gennaio 1921)
    - Regia torpediniera costiera "61 O.L." - classe "P.N. Modificata II Serie"
    - Regia torpediniera costiera "66 P.N." - classe "P.N." (ottobre 1919 - 31 dicembre 1920)
    - Regia torpediniera costiera "68 P.N." - classe "P.N." (dicembre 1919 - 31 dicembre 1920)
    - Regio esploratore "Marsala" (R.E. Marsala) - classe "Nino Bixio" (25 dicembre 1920 - 26 dicembre 1920)
    - Regio esploratore "Carlo Mirabello" (R.E. MR) - classe "Carlo Mirabello" (12 settembre 1919 - )
    - Regio sommergibile costiero "F. 16" - classe "F" (11 ottobre 1919)
    - Flottiglia MAS (8 Unità)
      - Regio motoscafo anti sommergibile 4 S.V.A.N. 12ton "22" (M.A.S. 22)
      - Regio motoscafo anti sommergibile 63 Elco 40ton 1ª Serie "88" (M.A.S. 88)
      - Regio motoscafo anti sommergibile 103 Elco 40ton 2ª Serie "109" (M.A.S. 109)
      - Regio motoscafo anti sommergibile 103 Elco 40ton 2ª Serie "112" (M.A.S. 112)
      - Regio motoscafo anti sommergibile 253 Elco 40ton 3ª Serie "259" (M.A.S. 259)
      - Regio motoscafo anti sommergibile 253 Elco 40ton 3ª Serie "261" (M.A.S. 261)
      - rRegio motoscafo anti sommergibile 253 Elco 40ton 3ª Serie "269" (M.A.S. 269)
      - Regio motoscafo anti sommergibile 253 Elco Italiana 40ton 1ª Serie "310" (M.A.S. 310)

  - Battaglione Marina "Luigi Rizzo"
  - Reparto marina – Battaglione volontari "Venezia Giulia"

Alla caduta della Reggenza italiana del Carnaro le predette unità, considerate "ribelli" dalla Regia Marina Italiana, trasferite nel porto di Pola il 16 gennaio 1921, furono rinominate.
- Regio caccia torpediniere "Agostino Bertani" (R.C.T. Bertani) in regia torpediniera "Enrico Cosenz" (R.T. CS)
- Regio caccia torpediniere "Pilade Bronzetti" (R.C.T. BR) in regio caccia torpediniere "Giuseppe Dezza" (R.C.T. DZ)
- Regio caccia torpediniere "Espero" (R.C.T. ES) in regio caccia torpediniere "Turbine" (R.C.T. TB)
- Regio caccia torpediniere "Francesco Nullo" (R.C.T. NL) in regio caccia torpediniere "Fratelli Cairoli" (R.C.T. CL)
- Regia torpediniera costiera "66 P.N." in regia torpediniera costiera "70 P.N."
- Regia torpediniera costiera "68 P.N." in regia torpediniera costiera "71 P.N."
- Regio motoscafo anti sommergibile 63 Elco 40ton 1ª Serie "88" (M.A.S. 88) in regio motoscafo anti sommergibile 63 Elco 40ton 1ª Serie "89" (M.A.S. 89)
- Regio motoscafo anti sommergibile 103 Elco 40ton 2ª Serie "109" (M.A.S. 109) in regio motoscafo anti sommergibile 103 Elco 40ton 2ª Serie "104" (M.A.S. 104)
- Regio motoscafo anti sommergibile 103 Elco 40ton 2ª Serie "112" (M.A.S. 112) in regio motoscafo anti sommergibile 103 Elco 40ton 2ª Serie "264" (M.A.S. 264)
- Regio motoscafo anti sommergibile 253 Elco Italiana 40ton 1ª Serie "310" (M.A.S. 310) in regio motoscafo anti sommergibile 253 Elco Italiana 40ton 1ª Serie "296" (M.A.S. 296)

Le seguenti navi furono preda di guerra:
- Piroscafo "Baro Fejervary" (7 maggio 1920)
- Piroscafo "Cogne" (1º settembre 1920)
- Piroscafo "Persia" (10 ottobre 1919) - carico di armi destinate all'esercito bianco in Russia
- Piroscafo "Presidente"
- Piroscafo "Taranto" (28 gennaio 1920)
- Piroscafo "Trapani"
- Piroscafo "Venezia"
- Nave ausiliaria "Città di Roma" (2 febbraio 1920)
- Regio caccia torpediniere "Vincenzo G. Orsini" (R.C.T. OR) - Classe "Giuseppe Sirtori" (2 febbraio 1920)
- Regio caccia torpediniere "Carlo Alberto Racchia" - Classe "Carlo Mirabello" (6 febbraio 1920)

### Altri reparti
- Direzione commissariato
- Servizio controllo transiti confini e marittimo
- Tribunale militare
- Ufficio censura

## Consistenza truppe al novembre 1919
Il tenente colonnello Francesco Lorenzo Pullè, inviato del Governo italiano a Fiume, il 18 novembre 1919 così valutava la consistenza delle truppe dannunziane.
| Unità                              | Ufficiali | Legionari | Totale |
| ---------------------------------- | --------- | --------- | ------ |
| Raggruppamento bersaglieri Dezzani | 160       | 2.314     | 2.474  |
| Raggruppamento arditi Repetto      | 151       | 1.914     | 2.065  |
| Brigata Randaccio                  | 0         | 1.060     | 1.060  |
| Comando artiglieria                | 85        | 774       | 859    |
| Battaglione volontari fiumani      | 45        | 584       | 629    |
| Brigata Sesia                      | 0         | 600       | 600    |
| Battaglione volontari giuliani     | 54        | 448       | 502    |
| Brigata Firenze                    | 0         | 500       | 500    |
| Comandi e servizi logistici        | 45        | 343       | 388    |
| Guardia di finanza                 | 15        | 329       | 344    |
| Comando genio                      | 11        | 233       | 244    |
| Bersaglieri ciclisti               | 24        | 190       | 214    |
| Volontari                          | 0         | 200       | 200    |
| Granatieri                         | 0         | 180       | 180    |
| Compagnia speciale arditi          | 2         | 132       | 134    |
| Regi carabinieri                   | 1         | 132       | 133    |
| 1ª e 2ª Squadriglia autoblindo     | 11        | 82        | 93     |
| Genio minatori                     | 4         | 74        | 78     |
| Squadrone cavalleria               | 7         | 69        | 76     |
| Totale                             | 615       | 10.158    | 10.773 |